# Бой при Трън
Боят при Трън е бой през Сръбско-българската война (1885), който се провежда на 3 ноември 1885 г. между Трънския отряд и Моравската дивизия.

## Ход на военните действия
Боят започва сутринта на 3 ноември между авангарда на Моравската дивизия и изнесените към върховете Големи и Мали Руй, прикриващи български роти. Сериозната съпротива на ротите кара командира на Моравската дивизия да въведе и 14-и пехотен сръбски полк в боя, като по-късно срещу с. Туроковци е включена и 2-ра дружина от 2-ри пехотен сръбски полк.
Сърбите, имайки значително числено превъзходство, подновяват настъплението. Срещу натиска по северния фланг се противопоставят 2-ра и 4-та рота на 3-ти бдински полк. Въпреки това сърбите достига окопите и се преминава към ръкопашен бой. Офицерите лично водят войниците си. Подофицер Георги Тонев, командир на взвод, подава команда „Напред!“, „Ура!“, при което целият взвод последва примера на командира си. Нанесени са големи щети на предните сръбски редици и настъплението е спряно.
Моравската дивизия отстъпва към връх Големи Руй, а артилерията ѝ заема огневи позиции в района на с. Забел и с. Туроковци.
Вечерта към 23 ч. командирът на Трънския отряд получава заповед, поради отстъпване на позицията при Врабча, отрядът също да започне отстъпление по шосето Трън-Брезник.